# Swoosie Kurtz
Swoosie Kurtz (Omaha, 6 settembre 1944) è un'attrice statunitense, due volte vincitrice del Tony Award e di un premio Emmy.

## Biografia
Unica figlia di Frank Kurtz, bronzo olimpico nei tuffi ai Giochi olimpici di Los Angeles 1932, cambiò frequentemente residenza negli anni dell'adolescenza, a causa del lavoro del padre, colonnello dell'aviazione, imparando così numerose lingue straniere. Studiò alla prestigiosa University of Southern California, e cominciò da giovane a lavorare a Broadway, attività che le fece guadagnare alcuni premi Tony.
Fu attiva in televisione a partire dall'inizio degli anni settanta, anche se molti anni prima, nel 1962, era apparsa assieme al padre, nelle vesti di concorrente, nel quiz televisivo To Tell the Truth.
Dopo numerose apparizioni cinematografiche in film quali Il mondo secondo Garp, (1982), di George Roy Hill o Le relazioni pericolose, (1988), di Stephen Frears, divenne nota quale protagonista della serie televisiva Sisters, nella quale apparve in 127 episodi fra il 1991 e il 1996, per la quale ricevette un premio Daytime Emmy.
Negli ultimi anni ha lavorato molto come caratterista, prendendo parte a film quali Le regole dell'attrazione, (2002), di Roger Avary e Duplex - Un appartamento per tre, (2003), di Danny DeVito.

## Filmografia parziale

### Cinema
- The Tiger Makes Out, regia di Arthur Hiller (1967)
- Colpo secco (Slap Shot), regia di George Roy Hill (1977)
- Il mondo secondo Garp (The World According to Garp), regia di George Roy Hill (1982)
- Due vite in gioco (Against All Odds), regia di Taylor Hackford (1984)
- Una bionda per i Wildcats (Wildcats), regia di Michael Ritchie (1986)
- True Stories, regia di David Byrne (1986)
- Vice Versa - Due vite scambiate (Vice Versa), regia di Brian Gilbert (1988)
- Le mille luci di New York (Bright Lights, Big City), regia di James Bridges (1988)
- Le relazioni pericolose (Dangerous Liaisons), regia di Stephen Frears (1988)
- Lettere d'amore (Stanley & Iris), regia di Martin Ritt (1990)
- Come fare carriera... molto disonestamente (A Shock to the System), regia di Jan Egleson (1990)
- Giovani, carini e disoccupati (Reality Bites), regia di Ben Stiller (1994)
- La storia di Ruth, donna americana (Citizen Ruth), regia di Alexander Payne (1996)
- Storybook - Il libro delle favole (Storybook) regia di Lorenzo Doumani (1996)
- Bugiardo bugiardo (Liar Liar), regia di Tom Shadyac (1997)
- Cruel Intentions - Prima regola non innamorarsi (Cruel Intentions), regia di Roger Kumble (1999)
- Get Over It, regia di Tommy O'Haver (2001)
- Le regole dell'attrazione (The Rules of Attraction), regia di Roger Avary (2002)
- Duplex - Un appartamento per tre (Duplex), regia di Danny DeVito (2003)
- An Englishman in New York, regia di Richard Laxton (2009)

### Televisione
- Con affetto, tuo Sidney (Love, Sidney) – serie TV, 44 episodi (1981-1983)
- Miss Marple nei Caraibi (A Caribbean Mystery), regia di Robert Michael Lewis – film TV (1983)
- Delitto incrociato – film TV (1985)
- A Promise to Carolyn – film TV (1996)
- E.R. - Medici in prima linea (ER) – serie TV, 1 episodio (1998)
- More Tales of the City – miniserie TV, regia di Pierre Gang (1998)
- Pushing Daisies – serie TV, 22 episodi (2007-2009)
- Lost – serie TV, episodio 1x19 (2006)
- Desperate Housewives – serie TV, 1 episodio (2009)
- Law & Order - Unità vittime speciali (Law & Order: Special Victims Unit) – serie TV, episodio 10x20 (2009)
- Chuck – serie TV, 1 episodio (2010)
- Mike & Molly – serie TV (2010-2016)
- The Dangerous Book for Boys – serie TV, 6 episodi (2018)
- Call Me Kat – serie TV (2021-2023)

## Curiosità
- Il suo nome, alquanto singolare, deriva dal velivolo che pilotò il padre, che si chiamava per l'appunto Swoosie. A proposito di ciò, a una giornalista che le chiese se non avesse preferito cambiare nome, rispose: "E cambiarlo con cosa, Tiffany forse? Chiamarsi Swoosie può essere un vantaggio. È indimenticabile. Posso dire di essere veramente l'unica!".
- È apparsa, anche se in ruoli differenti, sia nell'originale Le relazioni pericolose, (1988), sia nel suo remake Cruel Intentions - Prima regola non innamorarsi, (1999).

## Doppiatrici italiane
Nelle versioni in italiano delle opere in cui ha recitato, Swoosie Kurtz è stata doppiata da:
- Serena Verdirosi in Le regole dell'attrazione, Due vite in gioco, Giovani, carini e disoccupati, Desperate Housewives - I Segreti di Wisteria Lane, Duplex - Un appartamento per tre, ER - Medici in prima linea, Con affetto, tuo Sidney, Pushing Daisies, Mike e Molly
- Graziella Polesinanti in Lost, Heroes, Papà a tempo pieno, Grace and Frankie
- Anna Rita Pasanisi in Lettere d'amore, Le mille luci di New York, Il pericoloso libro delle cose da veri uomini
- Paila Pavese in Cruel Intentions - Prima regola non innamorarsi, Chuck, True Stories
- Serena Spaziani in Una bionda per i Wildcats
- Anna Teresa Eugeni in Viceversa - Due vite incrociate
- Marina Tagliaferri in La storia di Ruth, donna americana
- Ludovica Modugno in Bugiardo bugiardo
- Lorenza Biella in Letal weapon